# Sedmogodišnji rat
Sedmogodišnji rat (1756. – 1763.) bio je globalni oružani sukob koji je uključivao većinu europskih velikih sila, a vodio se prvenstveno u Europi, Americi, Aziji i Pacifiku. Ostali istovremeni sukobi uključuju Francusko-indijanski rat (1754. – 1763.), Karnatske ratove (1744. – 1763.) i Britansko-španjolski rat (1762. – 1763.). Suprotstavljene saveze predvodile su Britansko Carstvo i Kraljevina Francuska, obje nastojeći uspostaviti globalnu prevlast.

## Uzroci i pozadina
Austrijska carica Marija Terezija je u periodu nakon rata za austrijsko nasljeđe htjela povratiti pokrajinu Šleziju od pruskog kralja Fridrika II. koju je izgubila u tom ratu. Protiv Pruske i Engleske, koja je stala na njenu stranu, stvorena je velika koalicija u kojoj su bili Austrija, Francuska, Rusija, Saska, Švedska i Poljska.

## Borbe u Europi
Zarobljavanjem saske vojske kod Pirne u listopadu 1756., pruski kralj Fridrik II. samo je djelomice ostvario svoj ratni plan. Zbog poodmaklog doba godine, pokušaj zaposjedanja Češke ne bi li Austriju prisilio na odustajanje od rata morao je odgoditi za proljeće sljedeće godine.
Fridrik II. upao je u Češku između 18. i 22. travnja 1757., krenuvši koncentrično prema Pragu u četiri kolone: feldmaršal Schwerin s 34.300 vojnika iz Šleske i vojvoda od Beverna s 20.300 vojnika iz istočne Saske, sjedinivši se 27. travnja na rijeci Isar pod Schwerinovim zapovjedništvom, te kralj s 39.600 vojnika iz središnje Saske od Dresdena, kojem se 25. travnja pridružio knez od Anhalta dolazeći s 19.300 vojnika iz zapadne Saske.
Feldmaršal Browne, zamjenik vrhovnoga austrijskog zapovjednika u Češkoj princa Karla Lotarinškog, koji je zbog bolova u nogama ostao u Beču, nije vjerovao kako će neprijatelj krenuti naprijed, iako su se tijekom travnja množile vijesti o mogućem napadaju. Prusima stoga nije bilo teško napredovati jer su se iznenađene i raštrkane austrijske postrojbe još nalazile usred priprema za vojnu: Nadasdy s 15.000 vojnika u Moravskoj i austrijskom dijelu Šleske, Serbelloni s 27.200 vojnika u istočnoj Češkoj, 39.100 vojnika pod izravnim Brownovim zapovjedništvom oko Praga i Budima, te Königsegg s 22.900 vojnika u sjevernoj i vojvoda od Arenberga s 24.200 vojnika u zapadnoj Češkoj.
Godine 1760. uslijedila je pobjeda pruskog kralja u bitkama kod Torgaua i Legnice, ali je nakon toga Fridrik II. 1761. morao pretrpjeti napad na Brandenburg rusko i austrijsko zauzimanje Berlina.

## Borbe u Kanadi
Do polovice 18. stoljeća u Sjevernoj je Americi povremeno dolazilo do ratnih sukoba između Britanaca i Francuza oko trgovine te zbog njihovih sukoba u Europi.
Godine 1753. Francuzi iz Kanade kreću prema jugu kako bi zauzeli dio doline Ohija. Britanska vojska i doseljenici s istočne obale su ih krenuli presresti. U pojedinačnim bitkama su obje strane bilježile uspjehe ali ne i konačnu pobjedu. Godine 1756. Francuzi šalju novog zapovjednika, markiza de Montcalma, a 1758. iz Britanije dolazi general James Wolfe. Britanci napadaju francuski teritorij pa i Quebec, glavni grad francuske Kanade.
U kolovozu 1759. Wolfe je utaboren istočno od Quebeca. Planirao je iznenadni napad u kojem bi se njegove snage iskrcale uzvodno od Quebeca, u podnožju strmih litica. Dana 13. rujna u 1 sat poslije ponoći, on i njegovi ljudi krenuli su u akciju. U 4 sata ujutro došli su do mjesta iskrcavanja, popeli se uz litice i već u zoru se počeli primicati Abrahamovoj visoravni. Ubrzo su nanijeli poraz Montcalmovoj iznenađenoj vojsci, no i Wolfe i Montcalm su smrtno ranjeni u bitci.

## Kraj rata
Iznenadno povlačenje Rusije, zbog smrti carice Elizabete, te dolazak na rusko prijestolje izrazito propruski raspoloženih careva, Petra III. i njegove supruge Katarine II., spasilo je Fridrika II., pa je sklopljen mir koji se sastojao od dva ugovora 1763.: u Parizu, gdje je priznat poraz Burbona u korist Engleske i predaja francuskih kolonija Englezima, i u Hubertsburgu, kojim je potvrđen status quo, tj. Šlezija ostaje Pruskoj.

## Vanjske poveznice
Sestrinski projekti
|  | Zajednički poslužitelj ima stranicu o temi Sedmogodišnji rat    |
|  | Zajednički poslužitelj ima još gradiva o temi Sedmogodišnji rat |